# Ar-Rass
ar-Rass (arabisch الرس, DMG ar-Rass) ist eine Stadt in der Provinz al-Qasim in Saudi-Arabien. Sie liegt südwestlich von Buraida, der Hauptstadt der Provinz, und nördlich von Riad, der Landeshauptstadt. Die Einwohnerzahl lag 2022 bei 107.902.

## Geografie
ar-Rass befindet sich in der Provinz al-Qasim im Zentrum von Saudi-Arabien. Sie liegt knapp 400 km nördlich von Riad, 50 km westlich von Unaiza und etwa 80 km südwestlich von Buraida, der regionalen Hauptstadt. ar-Rass hat ein typisches Nadschd-Terrain mit Sanddünen, die die Seiten der Stadt umgeben, mit Ausnahme der westlichen und südlichen Seiten, die von Beduinensiedlungen umgeben ist. Das Wadi ar-Rumma (Rummatal) durchquert die Stadt von ihrer Südseite nach ihrer Nordostseite. Es gibt mehrere mittelhohe Hochebenen und niedrige Berge, die die Stadt umgeben, hauptsächlich auf der Südseite, die von den Einheimischen Jebel Algoshi genannt werden. Es gibt mehrere alte Ruinen eines Ortes mit dem Namen Schinana. Diese beruhen auf alten Befestigungen, die in Kämpfen zwischen den Āl Saʿūd und den Āl Raschīd eingesetzt wurden.

## Klima
Die Stadt hat ein typisches Wüstenklima, welches durch seine kühleren Winter und heißen Sommer mit niedriger Luftfeuchtigkeit charakterisiert wird. Die Durchschnittstemperatur im Winter liegt zwischen 8 und 21 Grad Celsius Juni, Juli, August und September sind die heißesten Monate. Im Sommer kann die Temperatur extreme Werte erreichen (zwischen 39 und 50 Grad).

## Sport
Der Fußballverein al-Hazem hat seinen Sitz in der Stadt und spielte 2020 in der Saudi Professional League.

## Sonstiges
Die Region um die Stadt gilt als eine der religiös konservativsten in Land. Im April 2005 starteten saudische Behörden eine Reihe von Zugriffen in ar-Rass, bei denen 15 mutmaßliche militante Islamisten getötet und sieben weitere gefangen genommen wurden. Mehr als 50 saudische Sicherheitskräfte wurden bei den Schießereien verletzt.